# Endorphin
Endorphin (viết tắt của endogenous morphine, nghĩa là "morphin nội sinh") là các opioid neuropeptide nội sinh và nội tiết tố protein ở người và các động vật khác. Chúng được sản xuất bởi hệ thần kinh trung ương và tuyến yên. Thuật ngữ "endorphin" nhằm chỉ hoạt động dược lý, chứ không phải thể hiện công thức cấu tạo. Nó bao gồm hai phần: endo- và -orphin; lần lượt mang nghĩa nội sinh và morphin, có nghĩa là "một chất giống morphin có nguồn gốc từ bên trong cơ thể".
Nhóm endorphin gồm ba hợp chất: α-endorphin, β-endorphin và γ-endorphin  và ưu tiên liên kết với thụ thể μ-opioid. Chức năng chính của endorphin chính là đáp ứng với cơn đau; chúng cũng có thể tạo ra cảm giác hưng phấn rất giống với cảm giác do các opioid khác tạo ra.
Lợi ích của endorphin đối với cơ thể giúp bạn cảm thấy tự tin và lạc quan, giảm căng thẳng và lo lắng. Ngoài ra có nhiều nghiên cứu đã chứng minh lợi ích tích cực của endorphin  trong giảm thiểu các triệu chứng trầm cảm.

## Phân loại
Endorphin bao gồm ba loại peptide opioid nội sinh: α-endorphin; β-endorphin, được cắt từ proopiomelanocortin; và γ-endorphin.

## Lịch sử
Opioid neuropeptide được phát hiện lần vào năm 1974 bởi hai nhóm điều tra độc lập:
Một nhóm gồm John Hughes và Hans Kosterlitz của Scotland thí nghiệm từ não của một con lợn - chất mà một số người gọi là "enkephalins" (từ tiếng Hy Lạp εγκέφαλ ςς, cerebrum).
Cùng thời gian đó, trong một bộ não của một con bê, Rabi Simantov và Solomon H. Snyder của Hoa Kỳ đã tìm thấy thứ mà Eric Simon (người độc lập phát hiện ra thụ thể opioid trong não đốt sống) chất sau đó gọi là "endorphin" bằng cách viết tắt của endogenous morphine - "morphine nội sinh", có nghĩa là "morphin được sản xuất tự nhiên trong cơ thể". Các nghiên cứu đã chứng minh rằng mô người và động vật đa dạng có khả năng sản xuất morphin, đây không phải là một peptide.